# Prix Roger-Nimier
Il Prix Roger-Nimier è un premio letterario francese creato nel 1963 da Denis Huisman e André Parinaud e ispirato all'opera di Roger Nimier.

## Lista dei vincitori del Prix Roger-Nimier
- 1963: Jean Freustié, La Passerelle, Bernard Grasset
- 1967: Éric Ollivier, J'ai cru trop longtemps aux vacances, Denoël
- 1968: Patrick Modiano, La Place de l'Étoile, Gallimard
- 1972: André Thirion, Révolutionnaires sans révolution, Robert Laffont
- 1973: Inès Cagnati, Le jour de congé, Denoël
- 1974: François Weyergans, Le Pitre, Gallimard
- 1978: Érik Orsenna, La Vie comme à Lausanne, Éditions du Seuil
- 1979: Pascal Sevran, Le Passé supplémentaire, Olivier Orban
- 1980: Gérard Pussey, L'Homme d'intérieur, Denoël, 1979
- 1982: Jean Rolin, Journal de Gand aux Aléoutiennes, Jean-Claude Lattès, 1981
- 1983: Denis Tillinac, L'Été anglais, Robert Laffont
- 1984: Didier Van Cauwelaert, Poisson d'amour, Éditions du Seuil
- 1986: Jacques-Pierre Amette, Confessions d'un enfant gâté, Olivier Orban
- 1987: Alain Dugrand, Une certaine sympathie, Jean-Claude Lattès
- 1988: Jean-Claude Guillebaud, Le Voyage à Kéren, Arléa
- 1990: Éric Neuhoff, Les Hanches de Lætitia, Éditions Albin Michel, 1989,
- 1992: François Taillandier, Les Nuits Racine, Éditions de Fallois,
- 1995: Dominique Noguez, Les Martagons, Gallimard
- 1996: Éric Holder, En compagnie des femmes, Le Dilettante
- 1997: Jean-Paul Kauffmann, La Chambre noire de Longwood: le voyage à Sainte-Hélène, La Table ronde
- 1998: Jérôme Garcin, La Chute de cheval, Gallimard
- 1999: Marc Dugain, La Chambre des officiers, Jean-Claude Lattès,
- 2000: Arnaud Guillon, Écume Palace, Arléa
- 2001: Charles Dantzig, Nos vies hâtives, Bernard Grasset
- 2002: Nicolas d'Estienne d'Orves alias Néo, Othon ou l'aurore immobile, Manitoba-les Belles lettres,
- 2003: Marie-Claire Pauwels, Fille à papa, Éditions Albin Michel, 2002
- 2004: David Foenkinos, Le Potentiel érotique de ma femme, Gallimard e Adrien Goetz, La Dormeuse de Naples, Le Passage
- 2005: Bernard Chapuis, La Vie parlée, Stock
- 2006: Christian Authier, Les liens défaits, Stock
- 2007: Jean-Marc Parisis, Avant, pendant, après, Stock
- 2008: Yannick Haenel, Cercle, L'infini
- 2009: Xavier Patier, Le silence des termites, La Table Ronde
- 2010: Nelly Alard, Le Crieur de nuit, Gallimard
- 2011: Françoise Dorner, Tartelettes, jarretelles et bigorneaux, Éditions Albin Michel
- 2012: Jean-Luc Coatalem, Le Gouverneur d'Antipodia, Éditions Le Dilettante
- 2013: Capucine Motte, Apollinaria, Jean-Claude Lattès
- 2014: David Le Bailly, La Captive de Mitterrand, Stock
- 2015: Émilie de Turckheim, La Disparition du nombril, Héloïse d'Ormesson
- 2016: Paul Greveillac, Les Âmes rouges, Gallimard
- 2017: Pierre Adrian, Des âmes simples, Éditions des Équateurs
- 2018: Non attribuito
- 2019: Arnaud de La Grange, Le Huitième soir, Gallimard
- 2020: Non attribuito
- 2021: Non attribuito
- 2022: Céline Laurens, Là où la caravane passe, Éditions Albin Michel[2]
- 2023: Paul Pavlowitch, Tous immortels, Buchet-Chastel[3]
- 2024: Louis-Henri de La Rochefoucauld, Les Petits farceurs, Robert Laffont[4]
- 2025: Jean de Saint-Cheron, Malestroit, Éditions Grasset[5]